# Ludius
Ludius  (anche Studius) (fl. II secolo a.C.) attivo nella seconda metà del I secolo a.C..

## Biografia
Decoratore di epoca augustea, secondo la testimonianza di Vitruvio e di Plinio , sarebbe stato il primo a dipingere sulle pareti delle più importanti ville vedute di città, di portici e di giardini; era rinomato per la vivacità ed il realismo dei suoi paesaggi.
Ludius è forse l'autore degli affreschi del ninfeo sotterraneo della villa di Livia, ora conservati nel Museo Nazionale Romano.